# Micrófono láser
Un micrófono láser es un aparato comúnmente utilizado en espionaje que usa un rayo láser para 
detectar vibraciones sonoras de un objeto distante. Esta tecnología puede 
usarse para espiar con una posibilidad mínima de exposición.
El objetivo principalmente está dentro de una habitación en la que se lleva a 
cabo una conversación, y puede ser cualquier cosa que vibre (por ejemplo, una 
foto en la pared) debido a las ondas de presión causadas por los ruidos 
presentes en la habitación. El objetivo preferentemente debe tener una 
superficie suave. El rayo láser es dirigido hacia la habitación a través de una 
ventana, se refleja en el objetivo y vuelve a un receptor que convierte el rayo 
en una señal de audio. El rayo también puede ser reflejado en la propia 
ventana. La diferencia de minutos viajada por la luz hasta que es reflejada por 
el objeto vibrante es detectada interferométricamente. El 
interferómetro convierte las variaciones en intensidad de variaciones, y se 
usan aparatos electrónicos para convertir estas variaciones en señales que 
pueden ser convertidas en sonido.
Pero existen métodos anti-micrófonos láser, como sensores de luz 
especializados que detectan la luz láser, o vidrios especiales que entregan una 
superficie pobre para un micrófono láser.

## Historia
La técnica de usar un rayo de luz para grabar sonido de manera remota, probablemente la originó Léon Theremin en la Unión Soviética en o antes de 1947, cuando desarrolló y usó el sistema de espionaje Buran. Funcionaba usando un rayo infrarrojo de baja potencia (no un láser) desde lejos para detectar las vibraciones en los vidrios de las ventanas. Lavrentiy Beria, jefe de la KGB, usó el sistema Buran para espiar las embajadas de Estados Unidos, Gran Bretaña y Francia en Moscú.
Se ha reportado que la National Security Agency utiliza micrófonos láser.

## Ejemplos de su uso
El director de GlobalSecurity.org, John Pike, sugirió que pudieron usarse micrófonos láser como parte de la sofisticada operación destinada a descubrir el paradero de Osama Bin Laden en un edificio de Abbottabad, Pakistán, junto con drones, satélites espías y otro tipo de tecnologías. Si bien la CIA creía que Bin Laden estaba oculto dentro del edificio, aún no podían obtener confirmación visual de ello. La información visual recolectada daba un número de cuantas personas había en el lugar, pero al usarse los micrófonos láser se pudo demostrar que había alguien más, que no aparecía en las imágenes. Esto se pudo hacer al hacer rebotar los láseres en los vidrios de las ventanas, que actuaron como un diafragma que recolectó las voces del interior. Los agentes de la CIA no entendieron que se decía, pero pudieron distinguir las diferentes voces que había adentro. Estos datos, determinaron que había alguien más, que no había aparecido en las imágenes, lo que llevó a la conclusión de que Bin Laden probablemente estaba dentro del complejo.